# Cryptocentrus caeruleopunctatus
 Cryptocentrus caeruleopunctatus és una espècie de peix de la família dels gòbids i de l'ordre dels perciformes.

## Morfologia
Els mascles poden assolir els 13 cm de longitud total.

## Distribució geogràfica
Es troba al Mar Roig.